# 힌덴버그
《힌덴버그》(영어: The Hindenburg) 또는 힌덴부르크는 미국에서 제작된 1975년 테크니컬러 재난 영화이다. 로버트 와이즈가 연출과 제작을 맡고, 조지 C. 스콧 등이 출연하였다.

## 출연진
- 조지 C. 스콧
- 앤 밴크로프트
- 윌리엄 애서턴
- 로이 시네스
- 기그 영
- 버지스 메러디스
- 롤프 세단
- 찰스 더닝
- 리처드 다이사트
- 러네이 오베어전와
- 피터 도냇
- 앨런 오펜하이머
- 캐서린 헬먼드
- 조애나 무어
- 밸 비졸리오
- 윌리엄 실베스터
- 조 터켈

## 기타 제작진
- 미술: 에드워드 C. 카패그노
- 의상: 도러시 지킨스